# Philipp Ludwig von Seidel

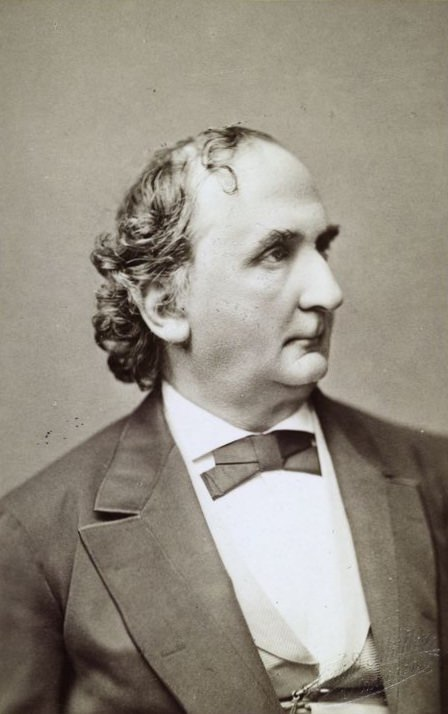
Philipp Ludwig von Seidel, ca. 1875–1880

Philipp Ludwig Seidel, seit 1882 Ritter von Seidel, (* 24. Oktober 1821 in Zweibrücken, Rheinkreis; † 13. August 1896 in München) war ein deutscher Mathematiker, Optiker und Astronom. In einigen Quellen ist er nur als Ludwig Seidel bekannt.

## Leben
Philipp Ludwig Seidel wurde am 24. Oktober 1821 im seinerzeit zu Bayern gehörigen Zweibrücken als Sohn eines Postmeisters der Bayerischen Staatsposten geboren.
Sein jüngerer Bruder ist der Architekt Georg Friedrich Seidel.
Aufgrund der Versetzungen des Vaters gelangte er im Laufe der Kindheit nach Hof, wo er das Gymnasium der Stadt besuchte, das heutige Jean-Paul-Gymnasium.
Dort wurde er von Ludwig Christoph Schnürlein, einem Schüler von Carl Friedrich Gauß, naturwissenschaftlich geprägt.
Seidel verließ das Gymnasium mit Erlangung des Reifezeugnisses zum Ende des Schuljahres 1838/39.
Anschließend studierte Seidel ab 1840 an der Universität Berlin bei Johann Peter Gustav Lejeune Dirichlet und Johann Franz Encke, dann an der Albertina in Königsberg bei Carl Gustav Jacob Jacobi und Friedrich Wilhelm Bessel, sowie ab 1843 an der Ludwig-Maximilians-Universität München.
1846 erlangte er an der Ludwig-Maximilians-Universität München den Doktorgrad mit der Dissertation De optima forma speculorum telescopicorum. Seit 1847 Privatdozent, wurde er 1851 außerordentlicher, 1855 ordentlicher Professor an der Universität München.

## Werk
Um 1855 schuf er die nach ihm benannte Seidelsche Theorie der optischen Abbildungsfehler. 1857 erschien sein weit beachtetes Buch darüber, das lange Zeit das Standardwerk des Gebiets war, unter anderem weil Josef Maximilian Petzvals geplante Gesamtdarstellung vor der Drucklegung verlorenging.
Er arbeitete eng zusammen mit Carl August von Steinheil, mit dem er zunächst vor allem metrologische, dann aber auch physikalische und photometrische Untersuchungen durchführte. Mit seiner Arbeit von 1856 lieferte er die theoretischen Grundlagen für ein vereinfachtes Herstellungsverfahren optischer Gläser für die Firma Steinheil. Zusammen mit Steinheil führte Seidel die ersten photometrischen Messungen an Sternen durch.
1874 veröffentlichte er seine Arbeit zur iterativen Lösung linearer Gleichungssysteme, eine Methode, die als Gauß-Seidel-Verfahren in der numerischen Mathematik bekannt ist. Von 1879 bis 1882 war Seidel als Nachfolger von Johann von Lamont geschäftsführender Direktor der Sternwarte Bogenhausen. Unter seinen Studenten an der Universität München war auch Max Planck.
Er war der Erste, der 1847 den Begriff der gleichmäßigen Konvergenz (üblicherweise Karl Weierstraß zugeschrieben) benutzte, um den falschen Cauchyschen Summensatz (Augustin-Louis Cauchy hatte 1821 fälschlich behauptet, Grenzwerte von konvergenten Summen stetiger Funktionen wären stetig) zu „retten“ (wie gleichzeitig George Gabriel Stokes).

## Ehrungen
1851 wurde er zum außerordentlichen Mitglied der Bayerischen Akademie der Wissenschaften gewählt, 1861 wurde er ordentliches Mitglied. 1854 wurde er zum korrespondierenden Mitglied der Göttinger Akademie der Wissenschaften gewählt. Seit 1863 war er korrespondierendes Mitglied der Preußischen Akademie der Wissenschaften. 1864 wurde er zum Mitglied der Deutschen Akademie der Naturforscher Leopoldina gewählt. 1970 wurde ein Mondkrater nach ihm benannt.

## Schriften
- Über die beste Form der Spiegel in Teleskopen. Dissertation, 1846.
- Untersuchungen über die Konvergenz und Divergenz der Kettenbrüche. Habilitationsschrift. Franz, München 1846. (Digitalisat)
- Note über eine Eigenschaft der Reihen, welche discontinuirliche Functionen darstellen. In: Abhandlungen der Mathem.-Physikalische Classe der Königlich Bayerischen Akademie der Wissenschaften. Band 5, 1847, S. 381–394. Von Heinrich Liebmann 1900 in der Reihe Ostwalds Klassiker bei Teubner mit einem Aufsatz von Dirichlet (1837) neu herausgegeben.
- mit Carl August von Steinheil: Tafeln zur Reduction von Wägungen, mit einer Beilage. In: Gelehrte Anzeigen. hg. von den Mitgliedern der k. Bayerischen Akademie der Wissenschaften, 1848, Bd. 26, S. 301–308.
- Untersuchungen über die gegenseitigen Helligkeiten der Fixsterne erster Größe und über die Extinction des Lichtes in der Atmosphäre. Nebst einem Anhange über die Helligkeit der Sonne verglichen mit Sternen, und über die Licht reflektierende Kraft der Planeten. In: Denkschriften der Bayerischen Akademie der Wissenschaften. 1852, Bd. 28, S. 539–660. (Digitalisat)
- Ueber die Theorie der Fehler, mit welchen die durch optische Instrumente gesehenen Bilder, behaftet sind, und über die mathematischen Bedingungen ihrer Aufhebung. In: Abhandlungen der naturwissenschaftlich-technischen Commission bei der Königl. Bayerischen Akademie der Wissenschaften in München. 1857, Nr. 1., S. 227–267. (OPACplus Bayerische Staatsbibliothek)
- Untersuchungen über die Lichtstärke der Planeten Venus, Mars, Jupiter und Saturn. Franz, München 1859, urn:nbn:de:bvb:12-bsb10049268-7
- Resultate photometrischer Messungen an 208 der vorzüglichsten Fixsterne. In: Denkschriften der Bayerischen Akademie der Wissenschaften. 1863, Bd. 34, 3. Abteilung, S. 419–610. (Digitalisat)
- mit Eugen Leonhard: Helligkeitsmessungen an 208 Fixsternen mit dem Steinheil’schen Photometer in den Jahren 1852–1860. In: Denkschriften der Bayerischen Akademie der Wissenschaften. 1866, Bd. 37, 1. Abteilung 1866, S. 201–319. (Digitalisat)
- Ein Beitrag zur Bestimmung der Grenzen der mit der Wage gegenwärtig erreichbaren Genauigkeit. In: Sitzungsberichte der k. Bayerischen Akademie der Wissenschaften zu München. Sitzung am 6. Juli, Jg. 1867, Bd. II, S. 231–246.
- Ueber eine Darstellung des Kreisbogens, des Logarithmus und des elliptischen Integrales erster Art durch unendliche Producte. In: Journal für die reine und angewandte Mathematik. 1871, Band 73 S. 273–291. (Digitalisat)
- Ueber eine eigenthümliche Form von Functionen einer complexen Variabeln und über transcendente Gleichungen, die keine Wurzeln haben. In: Journal für die reine und angewandte Mathematik. 1871, Band 73 S. 297–304 (Digitalisat)
- Über ein Verfahren, die Gleichungen, auf welche die Methode der kleinsten Quadrate führt, sowie lineare Gleichungen überhaupt, durch successive Annäherung aufzulösen. In: Abhandlungen der Mathematisch-Physikalischen Klasse der Königlich Bayerischen Akademie der Wissenschaften. 1874, Band 11, III. Abtheilung, S. 81–108. (Digitalisat)

### Nachrufe
- H. Seeliger: Todes-Anzeige. In: Astronomische Nachrichten. Bd. 141 (1896), S. 319. (Nachruf auf L. P. v. Seidel)
- Ferdinand Lindemann: Gedächtnissrede auf Philipp Ludwig von Seidel. Gehalten in der öffentlichen Sitzung der k. b. Akademie der Wissenschaften zu München am 27. März 1897. In: Fest- und Gedächtnisschriften. Band 7,17. München 1898 (badw.de [abgerufen am 27. September 2024]).